# Pod Muráňom
Pod Muráňom je velká mýtina v dolní části Javorové doliny v Belianských Tatrách. Nachází se v nadmořské výšce 1100 až 1150 m u jihozápadního úpatí Muráně na pravém břehu Javorinky. Odlesněná plocha má délku 600 m a nachází se na ní zbytky náplavových kuželů nanesených ze svahů Muráně a Havrana. Nad mýtinou je vidět vchod do Muráňská jeskyně. Na dolním konci stojí budova lesní správy TANAPu a u západního okraje byla vybudována geologická výstava s popisem nejdůležitějších tatranských skal.

## Dějiny
V minulosti byla mýtina jedním z větších center pastevectví. Pásli zde obyvatelé polské obce Jurgów. V srpnu mýtinu kosili a část sena nechávali stát ve snopech a sváželi je teprve v zimě na saních. Vlastníci Zámku v Niedzici nechávali ve velké stodole přes zimu ovce. V pastýřských salaších nocovali turisté, což zdokumentovali v roce 1873 Adam Asnyk, Walery Eljasz-Radzikowski a Leopold Świerz. V roce 1902 koupil celou dolinu Christian Hohenlohe za účelem myslivosti, ukončil pastevectví a areál obehnal plotem, přičemž mýtina Pod Muráňom se stala centrem jeho rezervace.

## Přístup
Na levém břehu Javorinka (přítok Biele vody) se nachází stejnojmenné turistické rozcestí. Přístup je možný pěšky:
- po  modré turistické značce z Tatranské Javoriny (40 minut), přičemž tato trasa je sjízdná i pro vozíčkáře,
- po  modré turistické značce z Tatranských Matliarů přes Dolinu Kežmarskej Bielej vody, Kopské sedlo a Zadné Meďodoly,
- po  zelené turistické značce ze Starého Smokovce přes Malou Studenou dolinu, Sedielko a Javorovou dolinu.

Přechody přes Kopské sedlo a Sedielko jsou otevřené turistům pouze v letním období od 16. června do 31. října.

## Galerie

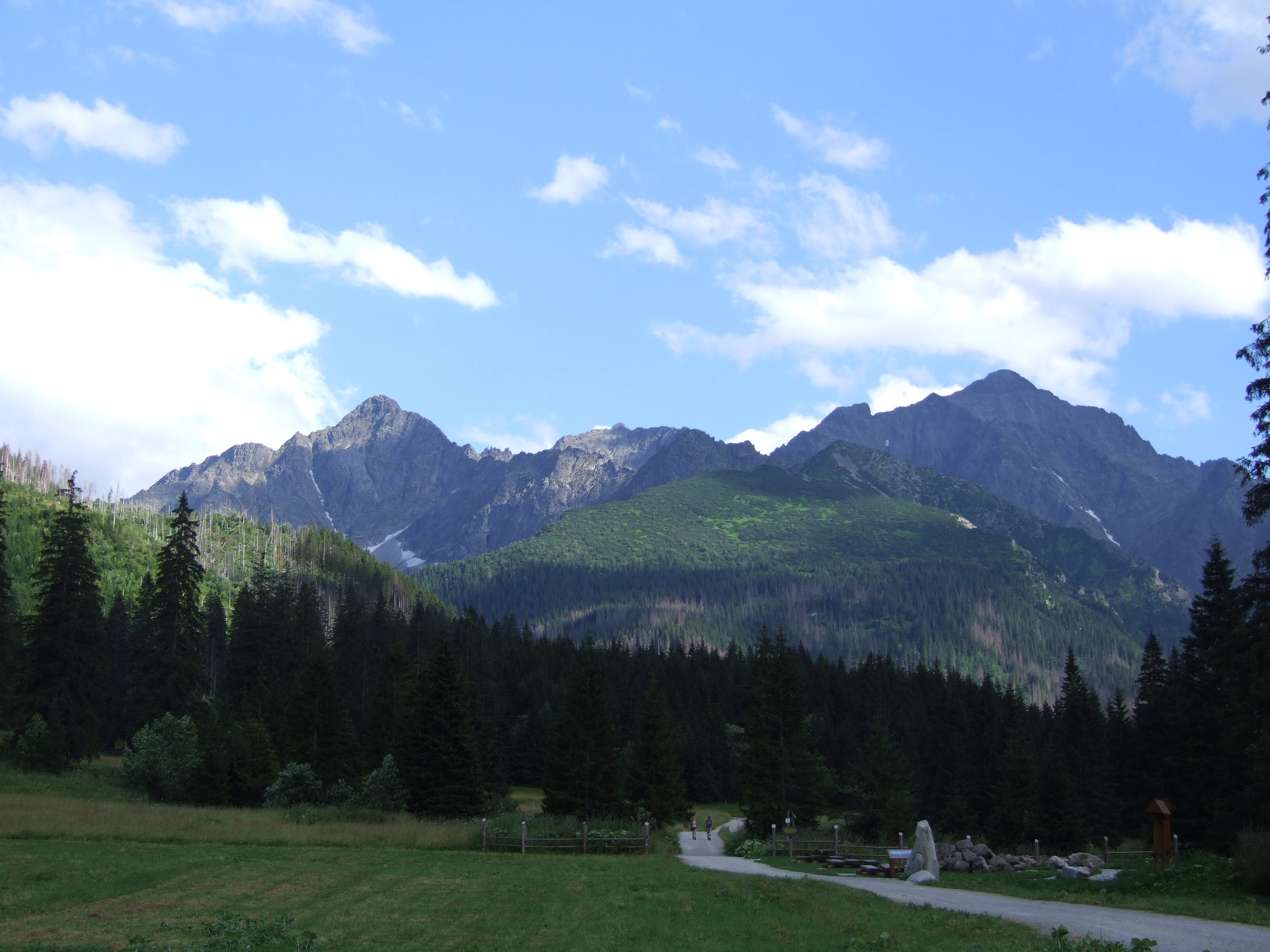
Pod Muráňom a pohled na Vysoké Tatry
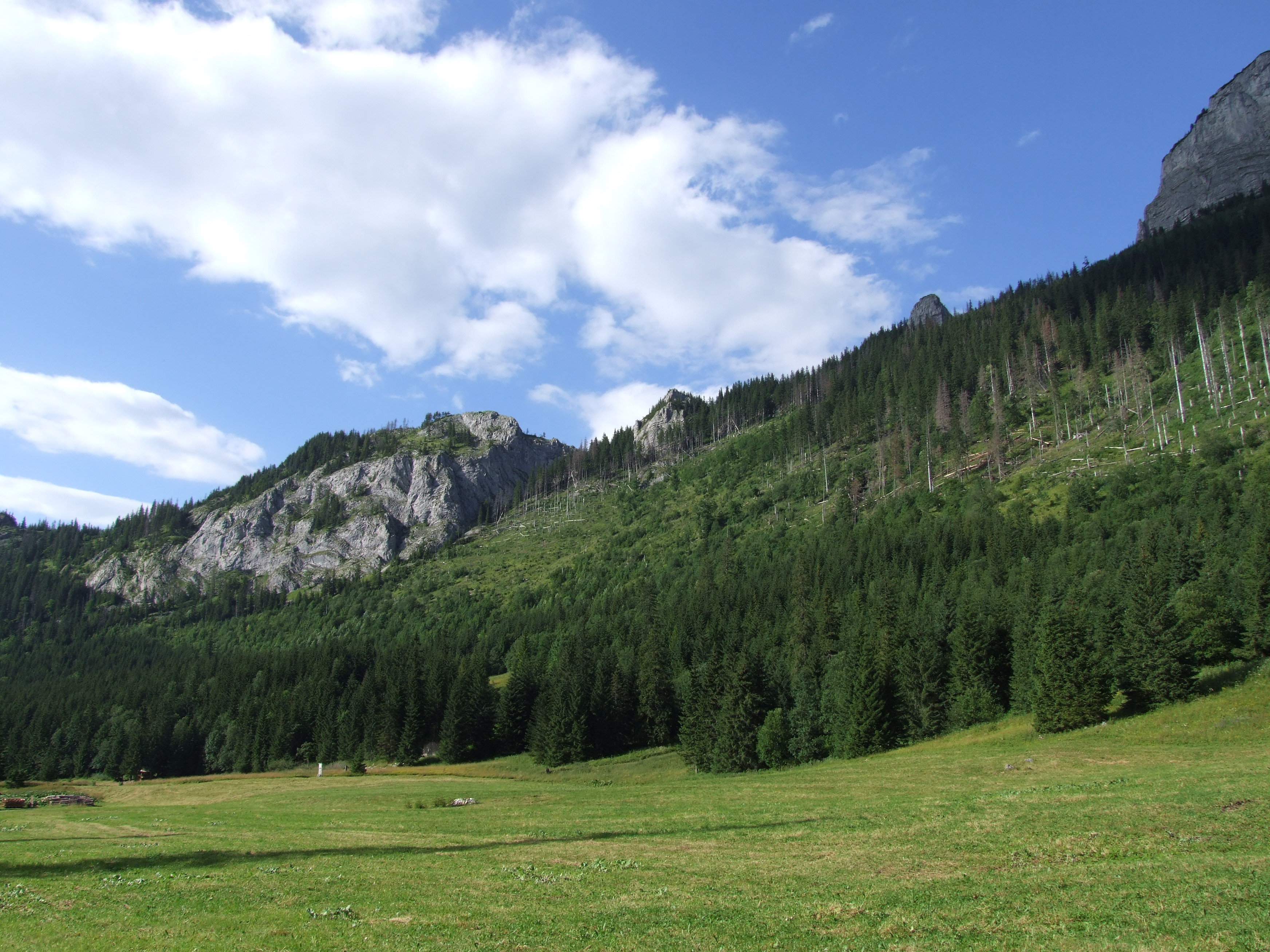
Pod Muráňom a pohled na Belianské Tatry
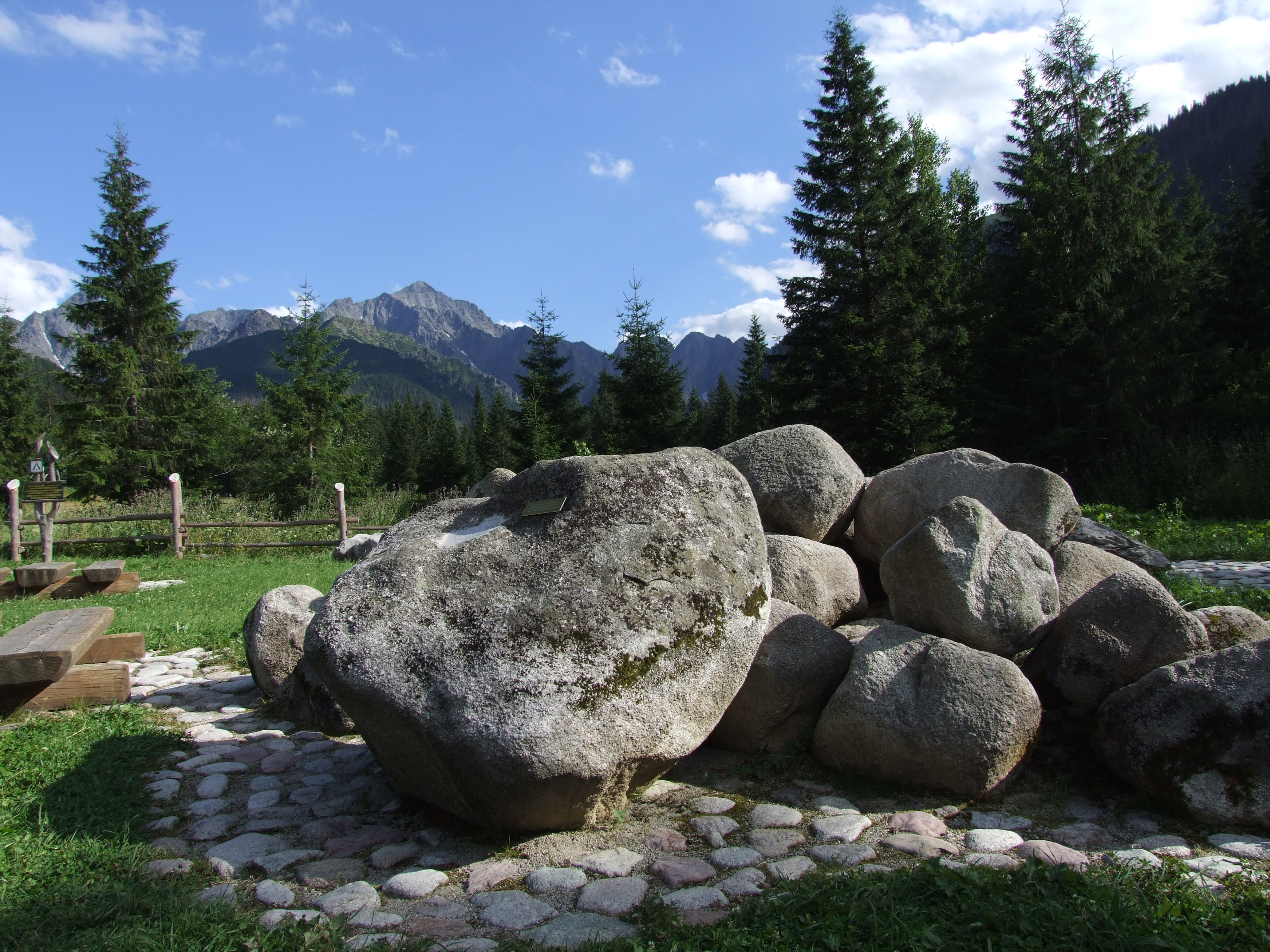
Geologická výstava na mýtině